# 余志穩
余志穩博士，SBS（1949年8月15日—），前香港公務員，官至首長級乙一級政務官，退休前為社會福利署署長。

## 早年經歷
余志穩的曾祖父來自英國，在18世紀來港任公務員。
余志穩曾就讀一所女校的小學部，為該校1950年代少數的女校男生。後來在小五時轉到一所男校上課。但因為學校只教授法文而不教授中文，令余志穩無所適從。於是他在一所男校讀至中二年級時轉讀文理書院（香港）（灣仔萬茂里舊校最後一屆畢業生）。在1970年中七畢業後，他入讀香港大學，並分別在1973年和1976年完成社會科學學士（主修社會學與政治學，和梁錦松及馬時亨為同屆同學
）與社會學哲學碩士。四年後再完成加拿大卡爾頓大學社會學哲學博士學位且於1980年考政務主任職位。他具有八分之一英國血統。

## 公職生涯
余志穩在1980年8月加入香港政府政務職系，2005年4月晉升為首長級乙一級政務官，於2009年8月退休。
余志穩曾在多個決策局及部門服務，包括前公務員薪俸及服務條件常務委員會、前政務總署、前憲制事務科、前行政立法兩局非官守議員辦事處、前行政科、前衞生福利科、前財經事務科及前政務司辦公室。於1999年4月至2002年1月出任規劃環境地政局副局長（後改稱規劃地政局副局長），並於2002年年2月至2006年年7月出任民政事務局副秘書長，2007年7月出任社會福利署署任署長，於2009年8月退休，由聶德權接任。
任職公務其間，普遍認為其工作方式與政府一貫作風並不一致，故對其仕途有所影響。余志穩卸任時仍是以D4級署任D6的署長職位，未能「升正」退休，故余的長俸只能以離職前的D4級計算。

## 評價
余志穩擔任公職時樂意落區面對市民及聆聽議員意見，2001年時任規劃地政局副局長的他為推銷市區重建局的賠償方案，頻頻落區與街坊交流聽民意，得到立法會跨黨派的讚許。宣佈退休時，他獲得社會輿論、立法會議員、非政府機構以至立場不同的對手衷心稱讚，對他的工作多所讚揚和肯定，認為余志穩工作熱誠、敢於面對群衆、聆聽意見、實事求是、勇於承擔。余是少數能普遍獲得正面評價的退休官員。香港安老服務協會更於2009年8月10日刊登題為「衷心感謝香港良心好署長」的廣告，祝福余志穩榮休。

## 退休後
余志穩於2010年9月，義務加入專門協助少數族裔機構的融樂會執行委員會。樂施會宣佈於二零一二年九月一日起，余志穩博士將接替施日莊（John Sayer）先生出任樂施會總裁一職。